# Maryna (województwo podlaskie)
Maryna – wieś w Polsce położona w województwie podlaskim, w powiecie suwalskim, w gminie Bakałarzewo.
W latach 1975–1998 miejscowość administracyjnie należała do województwa suwalskiego.
Wierni kościoła rzymskokatolickiego należą do parafii Matki Bożej Częstochowskiej w Żylinach.

## Historia
W okolicy Maryny, w latach 1914-1915, odbyły się walki rosyjsko-niemieckie. W pobliżu tej miejscowości znajduje się cmentarz, na którym pochowane zostały ofiary tragedii. Najprawdopodobniej znajduje się tam 260 żołnierzy niemieckich i 607 rosyjskich.
Według Pierwszego Powszechnego Spisu Ludności, przeprowadzonego w 1921 r., w Marynie mieszkało 151 osób, wszyscy byli wyznania staroobrzędowego. 
W czasie II wojny światowej mieszkańcy, którzy byli staroobrzędowcami, zostali przymusowo przesiedleni do Związku Radzieckiego. Ich siedliska zajęli rzymskokatolicy.
Do lat 50. XX wieku Maryna należała do gminy Wychodne.
Od 1973 roku Maryna należy do gminy Bakałarzewo.

## Obiekty zabytkowe
- cmentarz wojenny z I wojny światowej, nr rej.:A-886 z 15.11.1991[9].